# Jenkins Heights
Jenkins Heights är en kulle i Antarktis. Den ligger i Västantarktis. Inget land gör anspråk på området. Toppen på Jenkins Heights är 500 meter över havet.
Terrängen runt Jenkins Heights är platt åt nordväst, men åt sydost är den kuperad. Trakten är obefolkad. Det finns inga samhällen i närheten.